# Johann Joseph Ignaz Loew von Erlsfeld
Ritter Johann Joseph Ignaz Loew von Erlsfeld (* 15. Januar 1673 in Prag; † 3. November 1716 ebenda) war ein deutsch-böhmischer Jurist und Vizelandschreiber des Königreich Böhmen.

## Leben
Er war der Sohn des kaiserlichen Hofarztes, Universitätsprofessors und Rektors der Universität Prag Johann Franz Loew von Erlsfeld, Herr auf Modletitz (Modletice) bei Prag, und der Johanna Margarita Cassini de Bugella.
Loew von Erlsfeld war Vizelandschreiber im Königreich Böhmen und Herr auf Lojowitz.
Er war seit 1707 verheiratet mit Elisabeth Alsterle von Astfeld, der Tochter des Franz Niklas Ritter Alsterle von Astfeld (1652–1719), Burggraf des Prager Schlosses sowie Herr auf Ussow und Purssow, und der Maximiliane Freiin von Kurzbach zu Trachenberg und Militsch (1640–1706).